# Capeta tridens
Capeta tridens là một loài nhện trong họ Salticidae.
Loài này thuộc chi Capeta. Capeta tridens được Hipólito Ruiz López & Antonio D. Brescovit miêu tả năm 2005.